# パオロ・ティラロンゴ
パオロ・ティラロンゴ(Paolo Tiralongo、1977年7月8日 - )は、イタリア、アヴォラ出身の自転車競技（ロードレース)選手。

## 来歴
2006年
- ジロ・デ・イタリア総合15位

2009年
- ブエルタ・ア・エスパーニャ総合8位

2010年、アスタナへ移籍。
2011年
- ジロ・デ・イタリア 総合19位 & 第19ステージ勝利

2012年
- ジロ・デ・イタリア
  - 区間1勝(第7)

2013年
- ブエルタ・ア・エスパーニャ
  - 区間1勝(第1ステージ, TTT)

2015年
- ジロ・デ・イタリア
  - 区間1勝(第9ステージ)

2017年をもって引退。